# Château de Cropières
Le château de Cropières est un château de plaisance, situé dans la commune de Raulhac, département du Cantal (France), dont est originaire Marie-Angélique, duchesse de Fontanges (1661-1681), l'une des favorites du roi Louis XIV.

## Description
« Cropières le Joyau », Cropières « perle de la Vallée du Goul », tels le définit Bernard Poulhès dans la monographie de L'Ancien Raulhac. Le château actuel ne ressemble en rien au premier château à l'architecture militaire et féodale qui est mentionné dès le XIVe siècle, .
Abandonné durant de nombreuses années, ce château est en cours de restauration.
De l'ancien château féodal ne subsiste que la partie ouest de l'aile nord. À cet endroit, le corps de logis nord conserve un important dispositif en maçonnerie entre les pièces voûtées qui pourrait être un vestige de la forteresse médiévale. Il y a un siècle environ, une partie de l'aile nord - où se trouvait la chapelle - fut supprimée en raison de son mauvais état.
En ce début du XXIe siècle, le château se développe en L autour d'une cour rectangulaire fermée à l'est par un portail flanqué de deux pavillons.
Côté sud entre la cour d'honneur et les jardins (qui n'existent plus) s'élève un mur formant promenade bordé à l'origine, comme la terrasse du corps de logis ouest, d'une balustrade.
L'aile ouest XVIIe siècle à un seul étage (grande salle de réception aux lambris aujourd'hui en lambeaux) sur rez-de-chaussée occupé par les anciennes écuries, présente un escalier monumental qui aboutit à la terrasse bordée d'une superbe balustrade, au centre de laquelle, on peut voir un buste en piédouche figurant Louis XIV sous les traits du Dieu Mars. Au pied et de chaque côté de l'escalier se trouve un lion couché.
Une association (A.S.C. : Association pour la Sauvegarde du Château de Cropières) a été créée afin de collecter des fonds pour les réparations qui s'imposent. Dans un premier temps il convient d'arrêter la dégradation qui le mine et de consolider ce qui peut l'être, dans un deuxième temps, il sera restitué un peu de l'harmonie et de l'apparat d'autrefois. Le château ne se visite pas.

## Historique
C'était une forteresse au Moyen Âge, destinée à la défense de la vallée du Goul. Celle-ci fut détruite par les troupes anglaises en 1381, puis rebâtie. Le château passe dans la famille de Fontanges, puis de Scorailles, et sera considérablement transformé de 1677 à 1720 par Annet Joseph de Scorailles, marquis de Roussilhe, frère de la duchesse de Fontanges. On suppose que c'est le lieu de sa naissance. Selon J.B. Bouillet (in : Description historique et scientifique de la Haute Auvergne, 1834), ce serait aussi le lieu de naissance de Jean Rolland, évêque d'Amiens, qui refusa le poste de cardinal que lui proposait le pape Clément VII (pape de 1523 à 1534). 
Les patronymes des propriétaires ont changé par suite des mariages des filles héritières.

### Famille de Cropières
Peu de données concernant cette famille éponyme. Nous citerons : 
- Aymar de Cropières, chevalier, qui était propriétaire du château en 1263.
- Pierre de Cropières, qui fit une reconnaissance pour ses biens (maisons et jardins) situés à Cropières à noble Hector de Montjou, seigneur et haut justicier de Cropières en 1362. On en déduit que la famille Cropières n'était déjà plus propriétaire de Cropières en 1362. Les auteurs pensent que c'est par l'alliance d'une femme de la famille Cropières avec un homme de la famille Montjou que le fief et le château passèrent aux Montjou. C'est probable, mais nous n'en avons pas de preuve.

### Famille de Montjou
Du XIVe siècle à 1508 : données assez complètes sur six générations concernant cette famille originaire de l'actuelle commune de Jou-sous-Monjou.
- Aymar ou Azémar de Montjou, décédé vers 1355, est le premier seigneur connu de Cropières représentant la famille Montjou,
- Hector (prénommé aussi Astorg) de Montjou est fils du précédent. En1362, il est qualifié de seigneur et de haut justicier de Cropières et en 1369, il est qualifié de noble, et était lieutenant du vicomte de Carlat et consul d'Aurillac. Les seigneurs de Cropières suivants sont :
- Gaspard de Montjou, fils du précédent,
- Hector (prénommé aussi Astorg) de Montjou, fils du précédent,
- Jacques de Montjou, fils du précédent,
- Chéron de Montjou, vraisemblablement frère du précédent et cité comme seigneur de Cropières en 1475 selon J. B. Bouillet (in : Description historique et scientifique de la Haute Auvergne, 1834)
- Jean de Montjou (1434-1508) fils de Jacques, marié à Marguerite de Carlat, d'où :
- Jean de Montjou, fils des deux précédents et mort vraisemblablement relativement jeune et sans descendance,
- La seigneurie revient alors à sa sœur Anne de Montjou (née vers 1475). Elle devient dame de Cropières et apporte la demeure et la seigneurie en dot lors de son mariage en 1508 avec Rigal IV de Fontanges (prénommé aussi Rigaud), seigneur de Fontanges et de Palmont, et qui devient seigneur de Cropières. Ils décèdent en 1519.

### Famille de Fontanges
De 1508 à 1616 : 5 générations
- Rigal IV de Fontanges (1470-1519),
- Nicolas de Fontanges (1509-1549), son fils, marié en 1526 à Antoinette de Flageac,
- Annet de Fontanges (1530-1599),  marié en 1555 à Gilberte Andrée de Ludesse, dame del Puech,
- Pètre-Jean de Fontanges, fils des deux précédents, marié en 1590 à Jeanne d'Hérail de Pierrefort de la Roüe,
- Comme les Rastinhac de Messilhac, les Fontanges furent prolifiques :  "les enfants illégitimes abondaient. Annet en eut jusqu'à neuf : cinq garçons et quatre filles qu'il casa du reste avantageusement en leur faisant épouser les bons partis du voisinage"
- La fille légitime de Pètre-Jean, Guilhemine de Fontanges, riche et unique héritière de Cropières défraya la chronique de son temps en voulant épouser l'élu de son cœur : Gabriel de la Volpilière avec l'assentiment de sa mère, mais contre la volonté de son père qui, après de multiples épisodes romanesques et rocambolesques (récit romancé de ces épisodes par Christian de Chefdebien dans son livre "Guillemine"), lui fit épouser le 5 août 1616 Louis de Scorailles, issu, tout comme les Fontanges, du pays de Salers et de l'une des familles les plus anciennes et les plus illustres de l'Auvergne. Guilhemine de Fontanges décède en 1641.

### Famille de Scorailles
De 1616 à 1746 : 4 générations
- Les Scorailles occupèrent Cropières pendant quatre générations. C'est à la fin du XVIIe siècle que Cropières connut l'apogée de sa gloire. L'ancienne seigneurie  a alors été érigée en baronnie réunissant neuf anciens fiefs : Cropières, La Cayrie, La Maisonnade, Morèze, la Roque, Brommet, Lacapelle-Barrez et le Monteil, des montagnes, des forêts, trois moulins, trois péages dont celui de Curebourse, ainsi que des terres en Limousin et en Gévaudan.
- Vers la fin du XVIIe siècle, Marie Angélique de Scorailles, duchesse de Fontanges (fille cadette de Jean-Rigaud de Scorailles (1622-1701) et d’Aymée Éléonore de Plas)  née en 1661 à Cropières devint l'une des favorites éphémères du roi Louis XIV qui la fit duchesse de Fontanges (épisode romancé raconté par Claude Grimmer dans son Livre Mon tout, mon roi).
- Une sœur de Marie Angélique fut l'abbesse de l'abbaye de Chelles, situé à l'est de Paris, de 1680 jusqu'à sa mort en 1688 : Jeanne d'Escorailles de Roussille, (1655 – 1688).
- Le frère de Marie Angélique, Annet Joseph de Scorailles acheta la charge de lieutenant du roi en la province d'Auvergne, charge qu'il transmit à ses descendants.
- C'est le fils d'Annet Joseph, Louis Théodose de Scorailles qui entreprit les grands aménagements qui donnèrent au château de Cropières son aspect d'ensemble actuel. L'ancienne forteresse féodale fut entièrement transformée : les tours, créneaux, défenses qui n'avaient plus d'utilité furent abattus et à l'aile principale nord fut ajoutée l'aile ouest, dans laquelle ont créa une grande pièce de réception somptueusement aménagée, aux murs tapissés de lambris décorés de peintures. C'est donc vers 1720 que le château prit sa configuration actuelle : les Scorailles étaient allés à la cour du roi et se souvenaient des splendeurs de Versailles.

### Famille de Valady
De 1746 à 1906 :
- Louis Théodose de Scorailles, mort sans enfant, institua légataire universel son neveu : Jacques Antoine de Freyssinet de Valady (1746).
- L'abandon du château de Cropières fut l'une des conséquences de la Révolution de 1789. En 1793, et malgré les témoignages de fidélité efficace des deux fermiers successifs (Mondot et Bastide) le comte de Valady quitta Cropières et ne revint jamais y habiter.

### Chefdebien
Depuis 1906 :
- L'une des descendantes du comte de Valady épousa un membre de la famille de Chefdebien Zagarriga.
- Actuellement le château de Cropières est toujours la propriété de la famille Chefdebien.

## Visites
Le château, ses dépendances et ses jardins font l’objet d’un classement au titre des monuments historiques depuis le 5 mai 1986.

## Publication
Le Château de Cropières - De son apogée à sa sauvegarde
Publié par La Méridienne du Monde Rural - Éditeur BOD
```
(
ISBN
 
978-2-8106-2457-7
)
```